# Stary Kornin
Stary Kornin (dawn. Starokornin, Starokornino) – wieś w Polsce położona w województwie podlaskim, w powiecie hajnowskim, w gminie Dubicze Cerkiewne.
W latach 1921–1939 należała do gminy Orla.
W latach 1975–1998 miejscowość administracyjnie należała do województwa białostockiego.
Pierwsze wzmianki o wsi pochodzą z drugiej połowy XVI wieku. Jej założycielem (około 1570) był dworzanin królewski Ostafi Chalecki.
Miejscowość jest siedzibą parafii prawosławnej św. Michała Archanioła. Znajduje się w niej cmentarz prawosławny założony w XIX wieku. Natomiast wierni kościoła rzymskokatolickiego należą do parafii Podwyższenia Krzyża Świętego i św. Stanisława, Biskupa i Męczennika w Hajnówce.

## Demografia
Według Powszechnego Spisu Ludności z 1921 roku wieś zamieszkiwało 245 osób, wśród których 4 było wyznania rzymskokatolickiego, 225 prawosławnego a 16 mojżeszowego. Jednocześnie 13 mieszkańców zadeklarowało polską przynależność narodową, 224 białoruską,  7 żydowską a jeden inną. Było tu 60 budynków mieszkalnych.
Wieś w 2011 roku zamieszkiwało 146 osób.

## Zabytki
- drewniana cerkiew prawosławna pod wezwaniem św. Michała Archanioła (parafialna), 1884, nr rej.:630 z 31.12.1986
- drewniana cerkiew prawosławna pod wezwaniem św. Anny, 1773, nr rej.:631 z 31.12.1986
- drewniana plebania, po 1920, nr rej.:824 z 13.11.1996[12].